# Casa Serra (Cassà de la Selva)
La Casa Serra és una obra del municipi de Cassà de la Selva (Gironès) inclosa en l'Inventari del Patrimoni Arquitectònic de Catalunya.

## Descripció
Es tracta d'una casa unifamiliar urbana entre mitgeres. És una construcció característica dins l'obra general de l'autor, que utilitzant diferents estils medievals componia els seus edificis. L'accés a la casa es produeix per un gran cancell que dona pas al vestíbul i a l'escala que condueix a les altres plantes. Aquest esquema central queda reflectit exteriorment en la torre que sobresurt del conjunt de l'edifici de la qual cal destacar les arcades d'estil mossàrab i la barana formada per ulls de bou de pedra artificial seguint esquemes gòtics. L'element central té uns arrebossats amb formes geomètriques i florals. El coronament es fa amb una gran cornisa amb mènsules.
Sostres amb detalls ornamentals de Benet Casabó.